# المركز الوطني لتنمية الحياة الفطرية
المركز الوطني لتنمية الحياة الفطرية هو مركز حكومي سعودي، تأسس بموافقة مجلس الوزراء في مارس 2019م، بعد إلغاء الهيئة السعودية للحياة الفطرية.

## الأهداف
يهدف المركز إلى الإشراف على المناطق المحمية وإدارتها، وحماية الحياة الفطرية الحيوانية، والحياة الفطرية البحرية (من نباتات وحيوانات)، وإنمائها، والعمل على إعادة الأنواع المهددة بالانقراض إلى مواطنها الطبيعية.

## المهام
- وضع مبادرات وبرامج ومشروعات تنمية الحياة الفطرية الخاضعة لاختصاصاته، ومتابعة تنفيذها.
- وضع خطط تنفيذية للعمل، ومتابعة تنفيذها.
- اقتراح المقاييس والمعايير والضوابط والاشتراطات البيئية فيما يتعلق باختصاصه، ورفعها إلى الوزارة للاعتماد.
- حماية الكائنات الفطرية الخاضعة لاختصاصاته، وبيئاتها، وإكثارها، وتنميتها.
- العمل على إعادة الأنواع المنقرضة محلياً أو المهددة بالانقراض إلى مواطنها ومستوياتها الطبيعية.
- اقتراح المناطق المحمية.
- تخطيط المناطق المحمية المعتمدة، وإقامتها، وإدارتها.
- إصدار التراخيص والتصاريح البيئية المتعلقة باختصاصاته.
- إقرار القواعد والشروط والضوابط المتعلقة بالتراخيص والتصاريح التي يصدرها، وتحديد المقابل المالي لها وتحصيله.
- إصدار قرارات واشتراطات وقوائم خاصة بأنواع الكائنات الفطرية الخاضعة لاختصاصاته، ومنتجاتها؛ لتنظيم الاتجار بها.
- إعداد خطط التأهب وقيادة الاستجابة لحالات الطوارئ الخاضعة لاختصاصاته، وتنفيذها، بالتنسيق مع الجهات ذات العلاقة.
- الحصول على المعلومات والبيانات المتعلقة باختصاصاته وما يحتاج إليه.
- تشجيع الاستثمار والتمويل في المجالات ذات العلاقة باختصاصاته.
- إقامة البرامج التدريبية في المجالات ذات العلاقة باختصاصاته.
- اعتماد برامج تدريبية مهنية وجهات مانحة للشهادات مختصة بالتدريب في المجالات ذات العلاقة باختصاصاته.
- تنظيم نشاطات الإرشاد البيئي.
- إعداد الدراسات والتقارير المتعلقة باختصاصاته، ومراجعتها.
- التعاون مع الجامعات ومراكز البحوث والمؤسسات.
- أي مهمة أخرى ذات صلة باختصاصاته.

## المراكز التابعة
تتبع للمركز الوطني لتنمية الحياة الفطرية ثلاث مراكز بحثية واكثارية للحفاظ على التنوع النباتي والحيواني في المملكة العربية السعودية في كل من الطائف والثمامة والقصيم وهي:
- مركز سعود الفيصل لأبحاث الحياة الفطرية: تأسس المركز في شهر أبريل من عام 1986 في الطائف لى بعد 30 كيلومتر شرق مدينة الطائف، تقدر مساحة المركز بنحو 35 كيلومتر مربع، وجميع المساحة مسيجة كمحمية طبيعية شبه صحراوية تسودها أشجار الطلح والأعشاب البرية، تجري فيه العناية بالحبارى والمها العربي في المركز كأهم الحيوانات الفطرية المهددة بالانقراض ورعايتها وإكثارها في مسيجات تتراوح مساحاتها بين نصف هكتار ومائة هكتار.[3]
- مركز الملك خالد لأبحاث الحياة الفطرية: يقع المركز في الثمامة التابعة لمنطقة الرياض على بعد 70 كم شمال الرياض، أنشئ المركز عام 1407 هـ الموافق 1987 لإدارة وإنماء مجموعة الحيوانات الخاصة التي بدأها خالد بن عبد العزيز في مزرعته بالثمامة، والتي ضمت وقتها أكثر من 600 حيوان تنتمي إلى 20 نوع مختلف من بينها أنواع عربية تراثية أهمها المها العربي وظباء الإدمي والريم.[4]
- مركز الأمير محمد السديري لإكثار ظباء الريم: يقع هذا المركز في منطقة الخفيات بالقصيم، تقوم الهيئة من خلال مركز الملك خالد لأبحاث الحياة الفطرية بالمحافظة على قطيع ظباء الريم ورعايته وإعادة توطينها في المناطق المحمية الملائمة.[5]
- مركز الايواء و وحدة المجموعات الخاصة: يعتبر مركز الإيواء من القطاعات الهامة التي تتبع للمركز الوطني لتنمية الحياة الفطرية. ويقوم المركز بدور هام في متابعة الكائنات الفطرية بالمجموعات الخاصة بهدف التأكد من مناسبة تلك الأماكن للكائنات الموجودة بها بالإضافة إلى التأكد من سلامة القطعان الفطرية بالمجموعات الخاصة من الأمراض التي يمكن ان تنتشر بين تلك الكائنات. كما تتم مراقبة تجارة الأنواع الفطرية في الأسواق المحلية وتتم مصادرة الأنواع المحرم الاتجار بها دوليا بالإضافة إلى مصادرة الأنواع المحلية الممنوع اصطيادها. ويقوم المركز بالتعاون مع بعض الجهات على المنافذ مثل إدارة الجمارك وسلاح الحدود في حال مصادرة أي من الكائنات الفطرية ويقوم المركز بحفظ تلك الكائنات إلى حين الانتهاء من القضايا المتعلقة بها. يأوي المركز حاليا العديد من الكائنات الفطرية المختلفة منها المفترسات: كالأسود والنمور والفهود والذئاب والضباع وغيرها. وبعض الطيور الجارحة مثل العقبان والصقور والنسور. والزواحف وبعض الكائنات المائية.[6]

## المناطق المحمية[7]
استعانت المملكة في إجراء الدراسات والمسوحات الأحيائية والاجتماعية اللازمة لإعداد منظومة المناطق المحمية بخبرة الاتحاد العالمي لصون الطبيعة حيث قام خبراء من الاتحاد والهيئة عام 1991م بإعداد وثيقة «منظومة وطنية للمحافظة على الحياة الفطرية والتنمية الريفية المستدامة في المملكة العربية السعودية» التي تم على أساسها إقامة الشبكة المعلنة من المناطق المحمية حتى الآن في المملكة.
تتضمن المنظومة التي تم تحديثها مؤخرا وفقا للمستجدات البيئية اقتراح حماية 75 منطقة (منها 62 منطقة برية، 13 منطقة ساحلية وبحرية).
ومن المخطط له أن يدير المركز 35 محمية (15 محمية قائمة، 20 مقترحة)؛ على أن تدار 40 منطقة (قائمة ومقترحة) من قبل جهات أخرى منها المتنزهات الوطنية التابعة لوزارة الزراعة في الرياض وعسير والطائف وغيرها والمناطق التابعة لوزارة الشئون البلدية والقروية والإمارات والهيئة الملكية للجبيل وينبع وغيرها. وتقدر المساحة الإجمالية للمنظومة المقترحة بنحو 10.42% من مساحة المملكة تخصص لتنمية الموارد الطبيعية المتجددة في تلك المناطق لمنفعة الإنسان.
تشمل المناطق المحميّة القائمة حالياً، 15 منطقة محمية (12 محمية برية وثلاث بحرية) بهدف حماية مجموعة من النظم البيئيّة الطّبيعيّة المتكاملة.
ويجري تشغيل هذه المناطق المحميّة بواسطة جهاز إداري وفني يضم مديراً علمياً لكلّ محميّة ورئيساً لفريق الجوّالين الذين يقومون بمهمّة المراقبة الأرضية لرصد الأحياء الفطريّة في المحميّة ومنع المخالفات والتجاوزات ويعاونهم في ذلك فريق المراقبة الجويّة.
| #  | المحمية                      | المساحة (كم٢) |
| -- | ---------------------------- | ------------- |
| ١  | محمية جبل شدا الأعلى         | ٦٨.٦٢         |
| ٢  | محمية سجا وأم الرمث          | ٦٥٢٨.٢        |
| ٣  | محمية التيسية                | ٤٢٧٢.٢        |
| ٤  | محمية نفود العريق            | ٢٠٣٦.١        |
| ٥  | محمية عروق بني معارض         | ١٢٧٨٧         |
| ٦  | محمية مجامع الهضب            | ٢٢٥٦.٤        |
| ٧  | محمية الطبيق                 | ١٢١٠٥         |
| ٨  | محمية جزر فرسان              | ٥٤٠٨          |
| ٩  | محمية جرف ريدة               | ٩.٣٣          |
| ١٠ | محمية الوعول                 | ١٨٤٠٩         |
| ١١ | محمية جزر أم القماري         | ٤٠٣           |
| ١٢ | محمية محازة الصيد            | ٢٥٥٣          |
| ١٣ | محمية الخنفة                 | ١٩٣٣٩         |
| ١٤ | محمية حرة الحرة              | ١٣٧٧٥         |
| ١٥ | محمية الجبيل للأحياء البحرية | ٣٤١٠.٦٩       |

## برنامج المركز الوطني لتنمية الحياة الفطرية
أطلق المركز 82 كائنًا فطريًا مهددًا بالانقراض في محميتي الغراميل ووداي نخلة التابعتين للهيئة، وذلك في مارس 2022م بالتعاون مع الهيئة الملكية لمحافظة العلا. حيث تم اختيارهما لإتاحة اندماج الكائنات المطلقة حديثًا من خلال الممرات الآمنة مع الكائنات التي سبق إطلاقها في المحميات الأخرى.
| الكائن        | العدد | المحمية         |
| ------------- | ----- | --------------- |
| المها الوضيحي | 14    | محمية الغراميل  |
| ظباء الريم    | 40    | محمية الغراميل  |
| علاً جبلي      | 14    | محمية وادي نخلة |
| ظبي إدمي      | 14    | محمية وادي نخلة |